# Jean-Pierre Morat
Jean-Pierre Morat (Saint-Sorlin, 18 aprile 1846 – Saint-Sorlin, 25 luglio 1920) è stato un fisiologo francese.

## Biografia
Studiò medicina all'Ecole de médecine de Lyon, successivamente fece un viaggio per Parigi nel 1873, dove presentò la sua tesi di laurea sul midollo osseo, "Contributions à l’étude de la moelle osseuse". Rimase a Parigi per tre anni, lavorando nel laboratorio di Claude Bernard (1813-1878), di cui Morat divenne un suo discepolo devoto. A Parigi lavorò a stretto contatto con il veterinario Henri Toussaint (1847-1890) e con il fisiologo Albert Dastre (1844-1917). Con Toussaint collaborò nella opere "Les variations de l'éctectque de muscles" (Variazioni dello stato elettrico dei muscoli) e con Dastre intraprese un'ampia ricerca sul sistema nervoso simpatico. Inoltre sempre con Dastre inventarono la cosiddetta "legge di Dastre-Morat", un discorso che afferma che "la vasocostrizione dei capillari della superficie del corpo è di solito accompagnata dalla vasodilatazione".
Dopo gli anni trascorsi a Parigi, diventò un istruttore di fisiologia presso l'Università di Lilla. Nel 1882 fu nominato professore di fisiologia presso la facoltà di medicina di Lione, posizione che mantenne fino alla pensionamento avvenuto nel 1916. Nel 1883 fu ammesso presso la société de biologie e nel 1904 fu eletto come corrispondente dell'Académie de Médecine. Nel 1916 diventò un corrispondente della Académie des sciences.
Morat ebbe un forte interesse nel campo della chirurgia; accreditato per l'introduzione di un processo di somministrazione di morfina e atropina a un paziente prima della somministrazione dell'anestesia. Tra i suoi scritti più noti vi era il volume "Traité de physiologie" (1904), un'opera scritta con un suo ex studente, Maurice Doyon (1869-1934).